# Džuli
"Džuli" (em alfabeto cirílico: Џули,  "Júlia", em português) foi a canção que representou a Jugoslávia no Festival Eurovisão da Canção 1983, realizado em Munique, na Alemanha. Foi interpretado em servo-croata pelo montenegrino Daniel Popović.
O referido tema tinha letra de Mario Mihaljević, música de Milan Popović e foi orquestrado por Radovan Papović.
A canção jugoslava foi a 12.ª a ser interpretada na noite do evento, a seguir à canção holandesa "Sing me a song", cantada por Bernadette e antes da canção cipriota "I Agapi Akoma Zi", interpretada por Stavros & Constantina. Após concluída votação, a canção jugoslava recebeu 125 pontos terminou num honroso 4.º lugar (entre 20 países). Esta canção foi um grande sucesso na Europa, graças à sua versão inglesa.